# Cultus pilatus
Cultus pilatus är en bäcksländeart som först beskrevs av Theodore Henry Frison 1942.  Cultus pilatus ingår i släktet Cultus och familjen rovbäcksländor. Inga underarter finns listade i Catalogue of Life.